# Come presi moglie (film 1921)
Come presi moglie (The Nut) è un film statunitense del 1921, diretto da Theodore Reed che aveva come interpreti Douglas Fairbanks, Marguerite De La Motte, William Lowery, Barbara La Marr, Morris Hughes, Gerald Pring, Sidney De Gray, Frank Campeau.

La sceneggiatura, firmata da William Parker, Lotta Woods ed Elton Thomas (pseudonimo sotto cui si celava Douglas Fairbanks, produttore oltre che interprete del film), si basava su un soggetto di Kenneth Davenport.

## Trama
La giovane Estrell Wynn ha una sua teoria su come assicurare ai bambini poveri della città la speranza di un futuro migliore: far loro passare un’ora al giorno presso famiglie benestanti.
Charlie Jackson, uno stravagante inventore, ama Estrell, e fa di tutto per aiutarla a realizzare il suo sogno.
Dapprima, per pubblicizzare l’iniziativa; poi egli organizza a casa propria un party, animandolo con alcune delle sue brillanti invenzioni, tutte divertenti, e molte di esse pericolose, a tal punto che gli invitati lo denunciano alla polizia, e Charlie deve passare una notte in carcere.
Il suo compagno di cella dice di essere parente del magnate Pernelius Vanderbrook: Charlie gli offre del denaro in cambio della possibilità che Estrell possa esporre le proprie teorie presso gente tanto altolocata, e guadagnarli alla sua causa. Ma il tutto si rivelerà una truffa, alla quale non è estraneo anche Gentleman George, un biscazziere dongiovanni che ha messo gli occhi su Estrell.
Per non contrariare ulteriormente Estrell, Charlie sottrae al museo delle cere alcune figure umane, con le quali inscena un’auditorio estremamente attento, al limite dell’immobilità, alla teoria che la giovane espone loro. Quando però una mano di una delle figure di cera comincia a sciogliersi, Estrell si accorge dell’inganno, e, delusa, lascia l’affranto inventore.
Charlie era stato notato mentre trascinava le figure di cera, scambiate per cadaveri, per le strade del quartiere, ed ora alle sue calcagna ci sono le ronde di polizia, e il giovane Pernelius Vanderbrook Junior, figlio del ricco editore, che è stato posto dal padre come reporter nel suo giornale, perché si facesse le ossa.

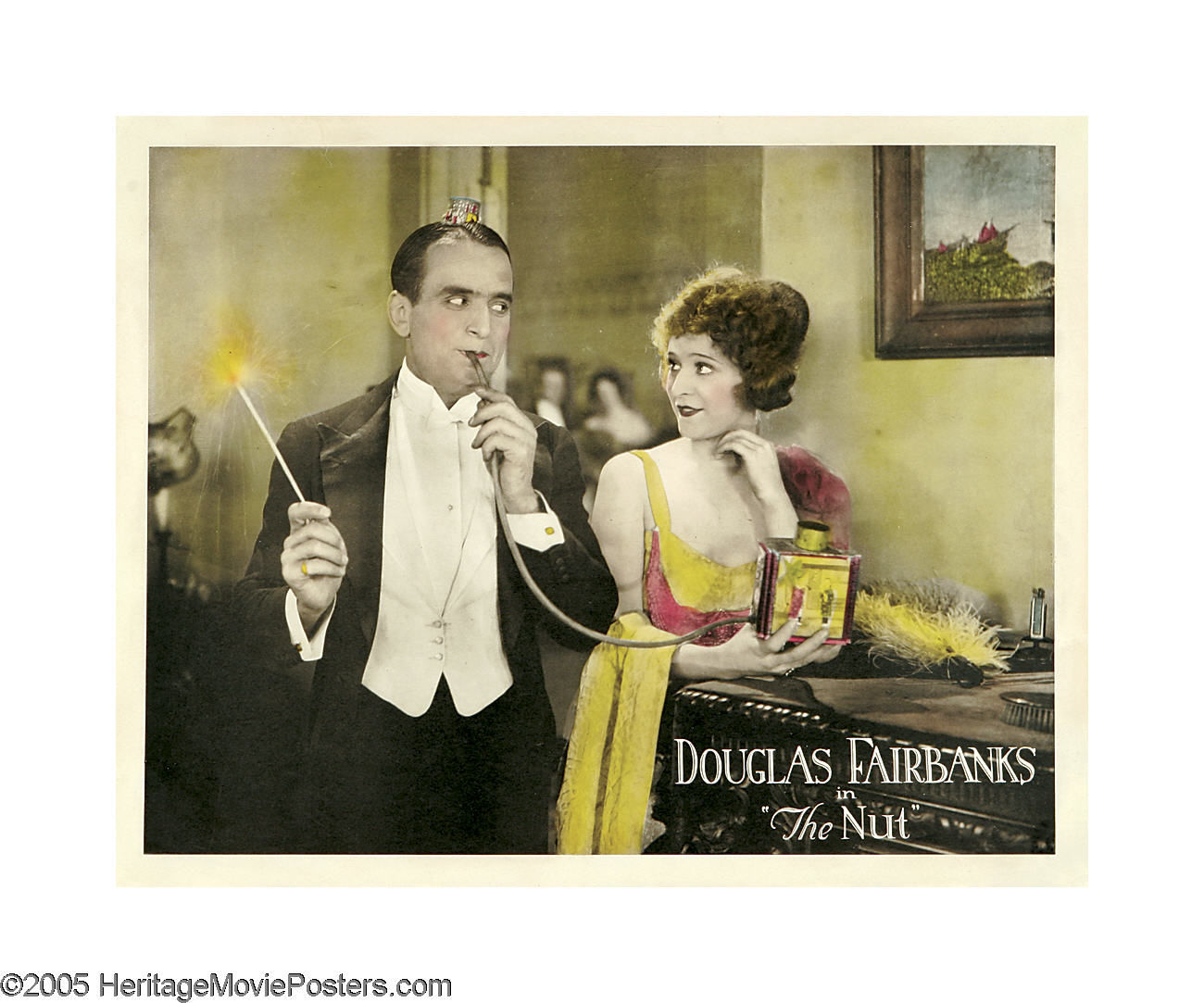
Marguerite De La Motte e Douglas Fairbanks

Mentre Charlie chiarisce la propria posizione con Pernelius Jr., e i due fanno amicizia, giunge loro notizia che Estrell è stata attratta con l’inganno da Gentleman George, che intende approfittare di lei, nella sala da gioco di lui. L’inventore ed il reporter convergono allora verso la bisca di Gentleman George, dove Charlie riesce a liberare Estrell dal tranello.
Ma Charlie ed Estrell vengono arrestati dalla polizia, che li conduce davanti all’autorità. L’ufficiale chiede loro, inaspettatamente, se vogliono diventare marito e moglie: risulta che l’arresto era una burla di Pernelius Junior, che voleva favorire il matrimonio di Charlie con la sua amata. Mentre Gentleman George viene arrestato, il matrimonio di Charlie ed Estrell viene alla fine legalmente contratto.

## Produzione
Il film fu prodotto dalla Douglas Fairbanks Pictures. La regia venne affidata a Ted Reed, che diventò poi direttore di produzione per Fairbanks. Nelle ultime settimane di produzione, durante una delle sue acrobazie, Fairbanks restò ferito a una mano e alla schiena.

## Distribuzione
Il copyright del film, richiesto dalla Douglas Fairbanks Pictures Corp., fu registrato il 3 marzo 1921 con il numero LP16229.
Distribuito dalla United Artists, il film fu presentato in prima al Mark Strand Theatre di New York nella settimana del 6 marzo 1921. 
Nel 1922, uscì anche in Svezia (15 maggio, con il titolo Snilleblixten e in Danimarca (17 luglio, come Kærlighed og Mekanik). Nello stesso anno, in giugno, ottenne in Italia il visto di censura numero 17117. In Portogallo, fu distribuito il 5 marzo 1928 con il titolo O Excêntrico.
Masterizzato, il film è uscito anche in DVD, distribuito nel 2008 dalla Flicker Alley insieme a A Modern Musketeer in una versione di 65 minuti e, nel 2012, distribuito dalla Grapevine Video, in una versione di 62 minuti.

### Conservazione
Copie complete della pellicola si trovano conservate negli archivi della Cinémathèque Royale de Belgique di Bruxelles, del Gosfilmofond di Mosca, del Museum Of Modern Art di New York, della Cinémathèque Québécoise di Montréal, della George Eastman House di Rochester, dell'UCLA Film And Television Archive di Los Angeles, dell'Academy Film Archive di Beverly Hills, degli Archives Du Film Du CNC di Bois d'Arcy.